# Pico Stanley
El Pico Stanley (en inglés: Stanley Peak) es el pico central de los picos Wilckens, posee 1265 m s. n. m. y se ubica en la cabeza del glaciar Fortuna en Georgia del Sur, un territorio ubicado en el océano Atlántico Sur, cuya soberanía está en disputa entre el Reino Unido el cual las administra como «Territorio Británico de Ultramar de las islas Georgias del Sur y Sandwich del Sur», y la República Argentina que las integra al Departamento Islas del Atlántico Sur, dentro de la Provincia de Tierra del Fuego, Antártida e Islas del Atlántico Sur. Fue nombrado por el Comité Antártico de Lugares Geográficos del Reino Unido (UK-APC) por el capitán de corbeta Ian Stanley, de la Royal Navy, un piloto del helicóptero del HMS Antrim, que llevó a cabo una operación de rescate, después de que dos helicópteros se habían estrellado en el glaciar Fortuna el 21 de abril de 1982.